# 上山重広
上山 重広（かみやま しげひろ）は、戦国時代から安土桃山時代の武将。毛利氏と同族の長井氏の庶流であり、備後国世羅郡上山郷を本拠とした国人・上山氏の当主。初め大内氏に属し、後に毛利氏家臣となる。

## 生涯
備後国世羅郡上山郷を本拠とした国人・上山広信の子として生まれる。
天文13年（1544年）7月28日、備後国双三郡布野における牛尾幸清や平野又右衛門らが率いる尼子軍と合戦で毛利軍は大敗し、父・広信は家臣26人と共に壮烈な戦死を遂げた（布野崩れ）。これにより重広が後を継いだ。
同年8月12日、元就と隆元は重広に対して国司元相を使者として送り、広信の毛利氏への扶助と恩は末代まで忘れない、また広信の大内氏への忠節も追って注進するので、後に大内義隆から褒美が与えられるだろうという旨の連署状を送っている。
年不詳だが、まだ幼名の「槌法師丸」を名乗っていた頃に大内義隆へ太刀一腰を進上し、2月2日に返礼として太刀一腰を与えられる。元服後の天文16年（1547年）には父と同じ「掃部助」の官途名を大内義隆へ所望し、義隆は同年閏7月11日に挙状を与えられている。
その後、毛利元就、隆元、輝元の三代に仕え、天正14年（1586年）3月6日に死去。子の元忠が後を継いだ。